# Have a Nice Life
Have A Nice Life là một ban nhạc người Mỹ, được thành lập tại Connecticut vào năm 2000 bởi Dan Barrett và Tim Macuga.
Ban nhạc được cho là có phong cách âm nhạc độc đáo, kết hợp các yếu tố của post-punk, shoegaze, industrial, ambient, Gothic rock và drone, với bầu không khí sầu muộn.

## Lịch sử
Album đầu tay của họ, Deathconsciousness đã nhận được nhiều lời ca ngợi từ khi phát hành năm 2008, với nhiều danh giá tích cực trên các trang như Rate Your Music và Sputnikmusic.
Extended-play Time of Land được phát hành miễn phí dưới dạng tải kỹ thuật số năm 2010.
Vào tháng 1 năm 2014, Have a Nice Life ra mắt LP tiếp theo, tiêu đề The Unnatural World. Trên trang Metacritic, album này cũng được tiếp nhận tích cực, với điểm trung bình là 79.

## Danh sách đĩa nhạc

### Album phòng thu
- Deathconsciousness (2008)
- The Unnatural World (2014)

### Album tổng hợp
- Voids (2010)

### Extended play
- Time of Land (2010)

### Album trực tiếp
- Live at The Stone NYC (2010)